# Craig Federighi
Craig Federighi (geboren op 27 mei 1969) is de senior vicepresident van Software Engineering bij Apple Inc. Federighi haalde een Master of Science-graad in informatica en een Bachelor of Science in elektrotechniek en informatica van de Universiteit van Californië, Berkeley.

## Carrière
Federighi werkte onder Steve Jobs bij NeXT, waar hij de ontwikkeling van het Enterprise Objects Framework leidde. Toen NeXT werd overgenomen in 1996 kwam hij bij Apple terecht, maar verliet Apple in 1999 om te gaan werken bij het IT-bedrijf Ariba waar hij technisch directeur (CTO) was.

### Terugkeer bij Apple
Hij keerde terug bij Apple in 2009 en leidde de techniek van Mac OS X. Federighi volgde op 23 maart 2011 Bertrand Serlet op als vicepresident van Mac Software Engineering. En op 27 augustus 2012 werd hij gepromoot tot senior vicepresident onder CEO Tim Cook. Toen op 29 oktober 2012 het bericht volgde dat Scott Forstall vertrok bij Apple, werd de rol van Federighi uitgebreid met de ontwikkeling van iOS, naast OS X. Als zodanig kreeg hij erkenning voor het leiden van de OS X en iOS gebruikersinterface naar een minimalistische richting, door het vele gebruik van negatiefruimte, tekst in plaats van iconen, lichtere kleuren en doorschijnende effecten.
Binnen de Apple-gemeenschap is Federighi bekend om zijn energieke presentaties van nieuwe Apple-software, de vaak absurde humor zoals het verwijzen naar zijn bouffant haarstijl, nieuwe softwaremogelijkheden voor het organiseren van onaannemelijke gebeurtenissen zoals karaokefeesten op kantoor en kampeerreizen, en zijn beweerde liefde voor de band Rush.
Hij introduceerde iOS 7 en OS X 10.9 (Mavericks) op de Apple ontwikkelaarsconferentie WWDC 2013. Op de WWDC 2014 werden iOS 8 en OS X 10.10 (Yosemite) geïntroduceerd, waar Federighi het grote deel van de twee uur durende presentatie verzorgde.
Wederom in 2015, had hij een grote rol op de WWDC waar hij OS X 10.11 (El Capitan) en iOS 9 introduceerde.